# Campeonato Chileno de Futebol de 2000 - Segunda Divisão
O Campeonato Chileno de Futebol de Segunda Divisão de 2000 (oficialmente Campeonato Nacional «Banco del Estado» de Primera B de la Asociación Nacional de Fútbol Profesional de Chile 2000) foi a 50ª edição do campeonato do futebol do Chile, segunda divisão, no formato "Primera B". Os 16 clubes, na primeira fase, jogam em quatro grupos dividos geograficamente. A pontuação desta primeira fase vai para a segunda como bonificação, porém divididos por dois. Na segunda fase os clubes jogam em turno e returno. O campeão e vice são promovidos para o Campeonato Chileno de Futebol de 2001. O último colocado era rebaixado para o Campeonato Chileno de Futebol de 2001 - Terceira Divisão.

## Participantes
| Equipe                                   | Cidade                                                   | Região                           | No ano anterior                                                      | Estádio                                       | Capacidade | Títulos                             | Participações |
| ---------------------------------------- | -------------------------------------------------------- | -------------------------------- | -------------------------------------------------------------------- | --------------------------------------------- | ---------- | ----------------------------------- | ------------- |
| Club Deportivo Arica                     | Arica                                                    | Região de Tarapacá               | Sexto Lugar                                                          | Estádio Carlos Dittborn                       | 10.000     | 1 (1981)                            | 20            |
| Club de Deportes Unión San Felipe        | San Felipe                                               | Região de Valparaíso             | Décimo Lugar                                                         | Estádio Municipal de San Felipe               | 18.500     | 1 (1970)                            | 27            |
| Club de Deportes Ñublense                | Chillán                                                  | Região de Bío-Bío                | Décimo Segundo Lugar                                                 | Estádio Bicentenário Municipal Nelson Oyarzún | 12.000     | 1 (1976)                            | 35            |
| Club Deportivo Arturo Fernández Vial     | Concepción                                               | Região de Bío-Bío                | Décimo Lugar                                                         | Estádio Municipal de Concepción               | 35.000     | 1 (1982)                            | 10            |
| Club de Deportes Ovalle                  | Ovalle                                                   | Região de Coquimbo               | Quinto Lugar                                                         | Estádio Municipal de Ovalle                   | 8.000      | 0 (não possui)                      | 34            |
| Club de Deportes Melipilla               | Melipilla                                                | Região Metropolitana de Santiago | Oitavo Lugar                                                         | Estádio Municipal Roberto Bravo Santibáñez    | 5.500      | 0 (não possui)                      | 8             |
| Deportes Linares                         | Linares                                                  | Região de Maule                  | Décimo Terceiro Lugar                                                | Estádio Fiscal de Linares                     | 7.000      | 0 (não possui)                      | 38            |
| Club Deportivo Magallanes                | Maipú                                                    | Região Metropolitana de Santiago | Décimo Primeiro Lugar                                                | Estádio Independência                         | 13.500     | 0 (não possui)                      | 18            |
| Club Deportivo Universidad de Concepción | Concepción                                               | Região de Bío-Bío                | Nono Lugar                                                           | Estádio Municipal de Concepción               | 35.000     | 0 (não possui)                      | 3             |
| Club de Deportes Antofagasta             | Antofagasta                                              | Região de Antofagasta            | Sétimo Lugar                                                         | Estádio Regional de Antofagasta               | 26.339     | 1 (1968)                            | 16            |
| Club Deportes Cobresal                   | Localidade de El Salvador, na comuna de Diego de Almagro | Região de Atacama                | Rebaixado do Campeonato Chileno de Futebol de 1999                   | Estádio El Cobre                              | 8.000      | 2 (1983, 1998)                      | 11            |
| Club de Deportes Iquique                 | Iquique                                                  | Região de Tarapacá               | Rebaixado do Campeonato Chileno de Futebol de 1999                   | Estádio Municipal de Iquique                  | -----      | 2 (1979, 1997 Clausura)             | 10            |
| Club Social de Deportes Rangers          | Talca                                                    | Região de Maule                  | Rebaixado do Campeonato Chileno de Futebol de 1999                   | Estádio Fiscal de Talca                       | 8.324      | 4 (1988, 1993, 1993, 1997 Apertura) | 15            |
| Club de Deportes La Serena               | La Serena                                                | Região de Coquimbo               | Rebaixado do Campeonato Chileno de Futebol de 1999                   | Estádio La Portada                            | 18.500     | 3 (1957, 1987, 1996)                | 15            |
| Naval Deportes de Talcahuano             | Talcahuano                                               | Região de Bío-Bío                | Acesso pelo Campeonato Chileno de Futebol de 1999 - Terceira Divisão | Estádio El Morro                              | 7.152      | 0 (não possui)                      | 1             |
| Club de Deportes Temuco                  | Temuco                                                   | Região de Araucanía              | Acesso pelo Campeonato Chileno de Futebol de 1999 - Terceira Divisão | Estádio Municipal Germán Becker               | 20.930     | 1 (1991)                            | 9             |

## Campeão
| Campeão Chileno Segunda Divisão 2000                               |
| ------------------------------------------------------------------ |
| Club de Deportes Unión San Felipe (San Felipe) (2º título) Campeão |